# Vernonioideae
Cet article concerne la famille des Composées en botanique. Pour les autres sens du mot « composée », voir Composition.
Sous-famille
Classification phylogénétique
Les Vernonioideae sont une sous-famille de plantes à fleur de la famille des Asteraceae (Astéracées ou Composées).
Le genre type est Vernonia.

## Liste des tribus
- Arctotideae
- Eremothamneae
- Liabeae
- Moquinieae
- Platycarpheae
- Vernonieae

## Publication originale
- (en) John Lindley, An Encyclopædia of Plants, 1829, p. 687.